# 谷口晋吉
谷口 晋吉（たにぐち しんきち、1947年4月2日 - ）は、日本の経済学者（地域経済史）。一橋大学名誉教授。歴史学博士（Ph.D.)。深沢宏門下で、南アジア、とくにインド、パキスタン、バングラデシュなどの地域経済史の研究を行った。

## 経歴

### 学歴
- 1970年 3月 一橋大学社会学部卒
- 1970年 4月 一橋大学大学院経済学研究科修士課程入学
- 1972年 3月 同修了
- 1972年 4月 同博士後期課程入学
- 1973年 4月 カルカッタ大学歴史学部博士課程入学
- 1978年 2月 同修了（Ph.D.(Arts)in History）
- 1978年 3月 一橋大学大学院経済学研究科博士後期課程退学

### 職歴
- 1978年 4月 一橋大学経済学部助手（特別研究生）
- 1979年 4月 一橋大学経済学部専任講師
- 1981年 10月 一橋大学経済学部助教授
- 1983年 10月 バングラデーシュ国ラングプル県にて農村調査（1984年3月まで）
- 1985年 10月 バングラデーシュ国ラングプル県にて農村調査（1986年3月まで）
- 1988年 4月 一橋大学経済学部教授
- 1995年 5月 ロンドン大学東洋アフリカ研究学院(SOAS)客員研究員（1995年8月まで）
- 1995年 10月 カルカッタ大学歴史学部客員教授（1996年2月まで）
- 1998年 4月 一橋大学大学院経済学研究科教授、経済学部教授
- 2012年 4月 東京外国語大学総合国際学研究院特任教授

### 学会活動
- 日本南アジア学会理事、日本南アジア学会賞選考委員長[2]

## 研究活動

### 著書・編著
- Society and Economy of A Rice-producing Village in Northern Bangladesh, Institute For The Study of Languages and Cultures of Asia and Africa, Tokyo, 1987, 124pp.
- 『Report on Native Papers（Bengal）にみるムスリム社会の動向と諸問題（1875～1888）』重点領域研究「イスラムの都市性」研究報告書（P班）（臼田雅之との共編著）、1991年、218頁。
- 『もっと知りたいバングラデシュ』弘文堂 （佐藤宏、臼田雅之との共編著）、1993年、286頁。
- Economic Changes and Social Transformation in Modern and Contemporary South Asia, Tokyo, 科学研究費補助金報告書（研究代表者谷口晉吉）、（H.Yanagisawa, T.Shinoda、F.Oshikawaとの共編著）1994, 354pp.
- Development and Culture in Asia - Comparative Study on Grassroots Solidarity among Peoples in Asian Countries, ed. by Shinkichi Taniguchi, 科学研究費補助金報告書、2000, 146pp.

### 論文等
- "Structure of Agrarian Society in Northern Bengal (1765 to 1800)",University of Calcutta, 1977, 380pp. (unpublished Ph. D. dissertation).
- "The Permanent Settlement in Bengal and the Breakup of the Zamindari of Dinajpur," The Calcutta Historical Journal, Vol.III-1, 1978, pp.26-55.
- 「英国植民地支配前夜の北ベンガルのザミンダール―所領支配構造を中心として」『アジア研究』25-1、1978年、52-86頁。
- 「一八世紀後期ベンガル州北部スワルプル領におけるザミンダール支配の変容―年貢査定を中心にして」*『アジア研究』26-2、1979年、28-58頁。
- 「一八世紀後期東部インドにおける実物年貢に関する一考察―事例の紹介を兼ねて」『一橋論叢』82-2、1979年、230-241頁。
- 谷口晋吉「一八五九年ベンガル地代法の一考察」『一橋論叢』第85巻第2号、日本評論社、1981年2月、p196-217、doi:10.15057/11451、ISSN 00182818、NAID 110007639489。
- "The Patni System―A Modern Origin of the subinfeudation of Bengal in the Nineteenth Century," Hitotsubashi Journal of Economics, 22-1,1981, pp.32-60.
- 「一九世紀初頭北部ベンガルの洋式藍業」『一橋論叢』87-5、1982年、629-645頁。
- 「18世紀末北部ベンガルの在来糖業」 安場保吉・斎藤修編『プロト工業化期の経済と社会』日本経済新聞社、1983年、199-229頁。
- 「19世紀初頭北ベンガルの流通と手工業―ブキャナン報告に基づいて」『一橋論叢』98-6、1987年、925-950頁。
- 「18世紀後半北部ベンガルの農業社会構造 (1)」『一橋大学研究年報経済学研究』31、1990年、193-248頁。
- 「国家と社会と問う―ベンガル」『創文』307号、1990年、6-9頁。
- 「バングラデシュ農村における女子労働」成蹊大学アジア太平洋研究センター、1991年、40頁。
- 「バングラデシュ女性労働に関するマクロ統計データについて」成蹊大学アジア太平洋研究センター『アジアの女子労働事情（I）』1991年、17-30頁。
- 「18世紀後半北部ベンガルの農業社会構造 (2)」『一橋大学研究年報経済学研究』33、1992年、83-170頁。
- 「18世紀後半北部ベンガルの農業社会構造 (3)」『一橋大学研究年報経済学研究』35、1994年、3-104頁。
- "The Rajbangshi Community and the Changing Structure of Land tenure in the Koch Bihar Princely State," in S.Taniguchi, H.Yanagisawa, T.Shinoda & F.Oshikawa (eds.), Economic Changes and Social Transformation in Modern and Contemporary South Asia, Tokyo, 1994, pp.57-92.
- 「ラージバンシー社会の変容とコッチビハール藩王国土地制度の変遷」『叢書カースト制度と被差別民 第4巻 暮らしと経済』明石書店、1995年、193-236頁。
- 「インド史における差別と融合―ベンガルとアッサムを中心として」『一橋論叢』114-4、1995年、649-665頁。
- "British Shashoner Prarambe Dinajpur Jamidarity Prashashanik Kathamo," in Sharif Uddin Ahmed (ed.), Dinajpur: Itihas O Oitihjya, Dhaka, 1996, pp.165-188, (in Bengali).
- 「18世紀後半ベンガル農業社会の貨幣化と農村市場に関する一試論」『一橋論叢』116-6、1996年、1027-1048頁。
- "Situating Market Relations in the Late 18th Century Bengal," in Proceedings of Indian History Congress, 56th Session, 1996, pp.573-593.
- "The peasantry of northern Bengal in the late eighteenth century," in P.Robb, K.Sugihara & H.Yanagisawa (eds.), Local Agrarian Societies in Colonial India, Curzon, 1996, pp.146-198.
- "Uttara Bangh O Ashamer Rajbangshi Shampradae" in Shekhar Bandyopadhyay & Abhijit Dasgupta (eds.), Jati,Varna Abang Bngali Samaj, Calcutta, 1998, pp. 153-184, (in Bengali).
- "The Zamindar's Estate-control on the Eve of the Permanent Settlement in Bengal (1793) - A Case-study of A Middle-sized Zamindari in Northern Bengal," The Calcutta Historical Journal, Vol. XVIII-2, 1998, pp.1-40.
- "Regional Structure of Bengal Agrarian Societies in the Late Nineteenth Century," in Shinkichi Taniguchi (ed.), Development and Culture in Asia - Comparative Study on Grassroots Solidarity among Peoples in Asian Countries, 2000, pp.26-61.
- "History of Agricultural Statistics of Bengal during Late Colonial Period (1885 to 1947)", Discussion Paper、No.DP99-33, Institute of Economic Research, Hitotsubashi University, 2000, 22pp.
- 谷口晉吉「植民地支配期ベンガル農業社会の地域構造（Ｉ）」『経済学研究』第44号、一橋大学、2002年、47-102頁、doi:10.15057/9235、ISSN 04534751、NAID 110007624113。

### 翻訳等
- "Mughal Rule in the Deccan during the Seventeenth Century ― The Jagir System and Its Decay," Chapter 2 of Hiroshi Fukazawa, The Medieval Deccan, Oxford University Press, 1991, pp.49-69.
- "The Jagirdari System in Southern Maharashtra During the Eighteenth Century ― The Case of the Patvardhan Sardars," Chapter 3 of Hiroshi Fukazawa, The Medieval Deccan, Oxford University Press, 1991, pp.79-90.